# Astyanax kullanderi
Astyanax kullanderi är en fiskart som beskrevs av Costa, 1995. Astyanax kullanderi ingår i släktet Astyanax och familjen Characidae. Inga underarter finns listade.